# First Blood
First Blood er en amerikansk actionfilm fra 1982, instrueret af Red Kotcheff. Det er den første film i serien om Vietnamkrigs-veteranen John Rambo.
Medvirkende er Sylvester Stallone som Rambo, Brian Dennehy som Sheriff Will Teasle og Richard Crenna som Col. Samuel Trautman. Filmen er baseret på David Morrell's bog af samme navn fra 1972 og er produceret af Mario Kassar og Andrew G. Vajna.
Filmen inspirerede mange lavbudget actionfilm som f.eks. Missing in Action med Chuck Norris.

## Figurer
- Sylvester Stallone som John Rambo, en selvtægtsmand, og amerikansk krigsveteran fra Vietnamkrigen. I dag er det helt utænkeligt at andre skuespillere kunne have spillet rollen som John Rambo, men faktisk blev både Steve McQueen og Al Pacino diskuteret til rollen.
- Brian Dennehy som Sheriff Will Teasle.
- Richard Crenna som Oberst Samuel Trautman